# Mammern
Mammern je mjesto u Švicarskoj u kantonu Thurgau.

## Povijest
Prvi puta se spominje 909. godine pod imenom Manburon.

## Poznati
Ovdje ulaze osobe koje su rođene i/ili su djelovale u Mammernu.
- Lavoslav Ružička (1887. – 1976), kemičar i Nobelovac

## Vanjske poveznice
- Službena stranica Mammerna